# Obejo
Obejo ist eine Gemeinde mit 2.085 Einwohnern (Stand: 2024) in der Provinz Córdoba in Andalusien. Sie liegt in der Comarca Valle del Guadiato.

## Geographie
Die Gemeinde grenzt an Adamuz, Córdoba, Espiel, Pozoblanco, Villaharta, Villanueva de Córdoba und Villaviciosa de Córdoba. Sie befindet sich in der Sierra Morena.

## Geschichte
In der Zeit von Al-Andalus befand sich hier eine Burg. Der Ort wird erstmals im 13. Jahrhundert unter dem Namen Evallo oder Uballo erwähnt. Der Ort und die Burg fielen 1243 unter die Herrschaft von Córdoba.

## Sehenswürdigkeiten
- Kirche San Antonio Abad